# Ectoedemia mahalebella
Ectoedemia mahalebella is een vlinder uit de familie dwergmineermotten (Nepticulidae). De wetenschappelijke naam is voor het eerst geldig gepubliceerd in 1936 door Klimesch.
De soort komt voor in Europa.